# Altamont Commuter Express
De Altamont Commuter Express (ACE) is een forensenspoorlijn tussen Stockton en San Jose in de Amerikaanse staat Californië. De spoorlijn dankt haar naam aan de Altamont Pass, die op de route ligt. Er zijn tien haltes op de 138 kilometer lange lijn en de reistijd van Stockton tot San Jose bedraagt 2 uur en 10 minuten. In 2008 reden er op weekdagen dagelijks zo'n 3700 passagiers op de ACE.
De ACE, uitgesproken zoals het woord 'ace', werd op 19 oktober 1998 geopend, met dagelijks twee treinen in elke richting. In november 2009 werden dat er drie en sinds september 2012 zijn het er dagelijks vier in elke richting. De trein was aanvankelijk bedoeld voor forensen tussen San Joaquin County en Santa Clara County, en verkreeg al snel grote populariteit.
De ACE is eigendom van de Union Pacific Railroad en wordt namens hen beheerd door de San Joaquin Regional Rail Commission. De treinen die het vaakst op de route worden ingezet behoren tot de Bombardier BiLevel Coach- en EMD F40PH-klassen. De ACE wordt voornamelijk gefinancierd door lokale belastingen, met extra steun van de staat en van de federale overheid.

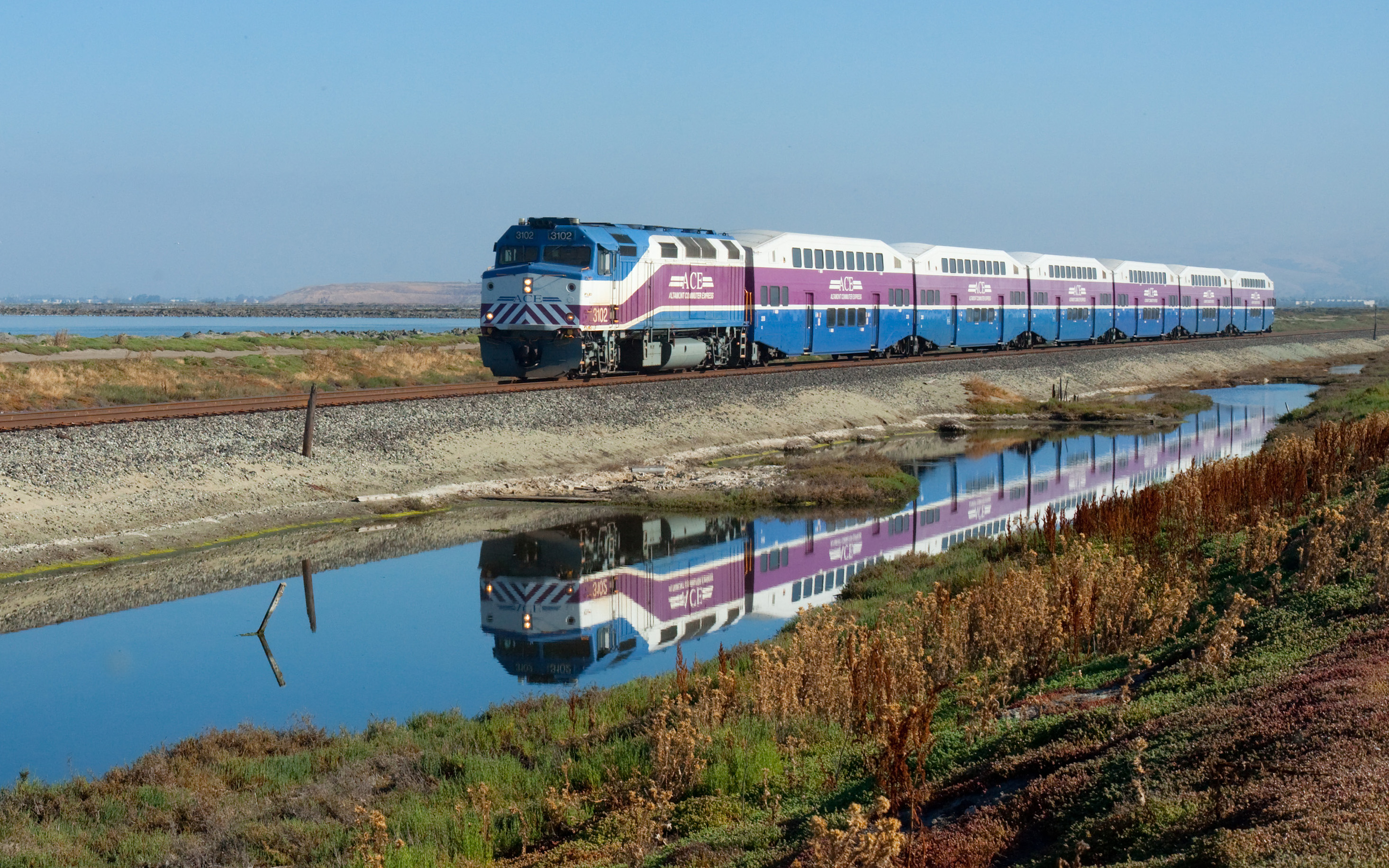
De ACE doorkruist het Don Edwards San Francisco Bay National Wildlife Refuge.